# Cartoon Network (Europa)
Cartoon Network MEA (ou Cartoon Network África) é um canal de televisão por assinatura pan-europeia e MEA (Abreviado em Oriente Médio, África e Chipre), criado pela Turner Broadcasting System , unidade da Time Warner e dedicada a mostrar programação animada infanto-juvenil. Baseado na original versão americana do canal (que lançou no dia 1 de outubro de 1992), foi lançado em 17 de setembro de 1993 e separado do Cartoon Network Reino Unido e da Europa em agosto de 1999.
Cartoon Network usado para transmitir em tempo de partilha com TCM. Este canal vai ao ar filmes clássicos de 21:00 até as 06:00 horas da manhã, enquanto Cartoon Network corre para o resto do dia. Hoje em dia, a Roménia é o único país que ainda usa essa fórmula. Qualquer outro canal Europeu transmite 24 horas por dia, embora alguns provedores de TV ainda preferem transmitir Cartoon Network em conjunto com o TCM.

## Locais de transmissão

O logo original do Cartoon Network Europa, usado desde 17 de setembro de 1993 até 20 de abril de 2006.

O feed Pan-Europeu, que engloba os países que não tem sua própria versão do canal como a República da Macedônia, Azerbaijão, Geórgia, Arménia, Cazaquistão, Chipre, Bósnia e Herzegovina, Sérvia, Montenegro, Albânia, Croácia, Eslovênia, Kosovo, Polônia, Turquia, Bulgária, Rússia, República Tcheca, Eslováquia, Roménia, Hungria, Lituânia, Letónia, Estónia, Bielorrússia, Ucrânia, Moldávia, o Oriente Médio e a África.
O canal pan-europeu lançado em 17 de setembro de 1993, Cartoon Network RU/Europa. Ele transmite para toda a Europa, em Inglês. Um espanhol faixa de áudio foi lançado em 4 de março de 1994. Um sueco, dinamarquês, francês, italiano e norueguês também foram lançados na mesma época.

### Itália
Na Itália, o canal foi lançado em 31 de julho de 1996 com a versão italiana. O Cartoon Network patilha a programação com o Boomerang Itália e TCM Itália.

### Bruxelas
A Holanda, também têm sua própria versão, desde 12 de julho de 1997. A cadeia é principalmente disponível em CanalDigitaal, UPC e Ziggo. A versão holandesa do canal irmão Boomerang também está disponível. As duas cadeias são excepcionalmente popular entre os estudantes universitários.
O Cartoon Network Holanda foi encerrado em 31 de julho de 2001. Foi substituído com o canal pan-europeu em 1 de Agosto de 2001. A faixa de áudio holandês foi adicionada no mesmo dia.
Bélgica, a partir de ambas as versões em francês e holandês do Cartoon Network, desde 12 de julho de 1997.

### Espanha
Espanha recebia a sua própria versão traduzida para o espanhol, desde 23 de agosto de 1999, até então foi o canal foi encerrado em 01 de julho de 2013, juntamente com o espanhol Cartoonito. Estavam disponível na plataforma Canal+ e Uno. Ainda se pode assistir Cartoon Network em bloco em Boing (denominado ¡Findes Cartoon Network!).

### Reino Unido e Irlanda
Em 15 de outubro de 1999, Cartoon Network (Reino Unido e Irlanda) dividido oficialmente fora da versão pan-europeu, este foi quando a canal analógica transponder compartilhada no Astra 1C ficou embaralhada com VideoCrypt e quando a curta duração do Reino Unido e da Irlanda única versão do TNT lançado.

### França
Na França, o canal foi lançado em 5 de novembro de 1999 com a versão francesa. O Cartoon Network partilha a programação com o Boomerang França e TCM França.

### Países Nórdicos
Para string para essa região, consulte: Cartoon Network (Nórdico)
Escandinávia tem a seu próprio canal em 1 de janeiro de 2000, a transmitir em sueco, norueguês, dinamarquês e inglês. Cartoon Network Nórdico também está disponível na Islândia e Finlândia.

### Alemanha, Suíça e Áustria
Na Alemanha, foi lançado em 3 de setembro de 2005, como um bloco de programação da manhã de sábado em eins Kabel. Em 5 de dezembro de 2006, o Boomerang Alemanha é lançado e este foi seguido pelo lançamento simultâneo de Cartoon Network Alemanha como um canal de 24 horas e TCM Alemanha em 5 de Dezembro de 2006. Também transmite na Suíça e Áustria.

### Europa Central, Oriental e Grécia
Na Polónia, tem seu canal próprio em polonês, lançado em 1 de setembro de 1998.
Na Europa Central e Oriental tem a versão do canal para os países da Hungria, Roménia e Moldávia. Teve início em 1 de setembro de 1998 e com versão romeno e húngaro em 30 de setembro de 2002.
A faixa de áudio em russo foi adicionado em 01 de abril de 2005 e gregos em legendas estavam disponíveis desde 20 de Junho de 2005.
Na Turquia, tem seu canal próprio em turco, em 28 de janeiro de 2008.
Na Bulgária tem sua própria versão em 1 de outubro de 2009, em búlgaro e inglês. A faixa de áudio russo mudou-se para esse feed no mesmo dia. A Búlgaria e Rússia juntaram para formar o Cartoon Network (Rússia e Sudeste Europeu) que vai ao ar 24 horas por dia a partir de 1 de janeiro de 2014. Anteriormente, a Rússia foi o único país que recebeu a ração de 24 horas.
Na Grécia e Chipre transmite em inglês e legendas em grego estão disponíveis.

### Mundo Árabe
Para string para essa região, consulte: Cartoon Network Árabe
No Oriente Médio e Norte de África tem sua própria versão lançado em 10 de outubro de 2010 em árabe. É o único canal na Europa, Oriente Médio e África, que não está disponível em inglês.

### Portugal, Angola e Moçambique
Em 1997, o Cartoon Network foi lançado em Portugal, com todo o seu conteúdo em inglês, sem legendas em Português. No dia 1 de outubro de 2013, é lançada a versão em português em Angola, e em Moçambique. No dia 3 de dezembro de 2013, o canal foi oficialmente lançado em Portugal, substituindo a versão pan-europeia. Tal levou á desconectação do TCM, e do Boomerang em Portugal. A Turner acaba por criar o canal Boomerang Portugal, e este é lançado no dia 21 de abril de 2015, apenas em Angola e Moçambique. 

## Canais irmãos

### Boomerang

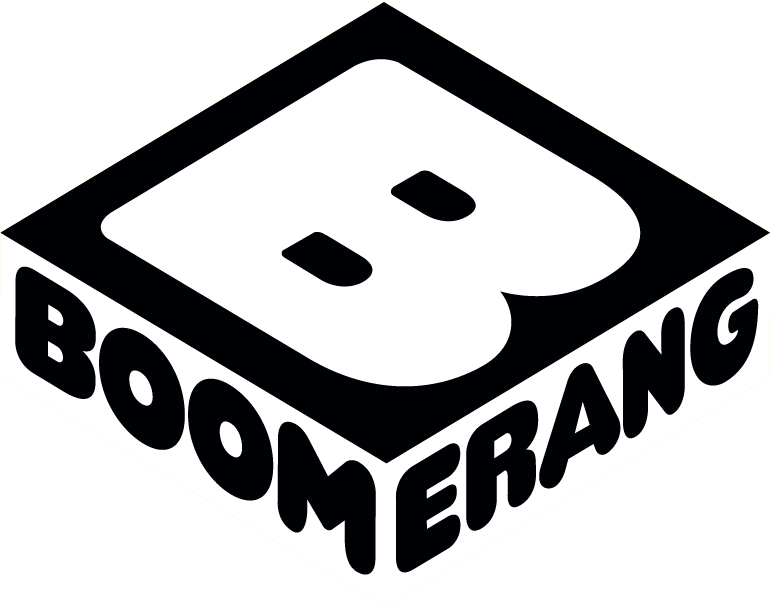
Logótipo utilizado pelo Boomerang na Europa desde 14 de fevereiro de 2015.

Boomerang é um canal de televisão por assinatura com desenhos animados clássicos, nomeadamente a partir da Hanna-Barbera e Warner Bros. biblioteca Animation, e cartoons selecionados a partir da biblioteca Cartoon Network Studios. Esta é uma versão de que o canal é transmitido na Europa, porções de África e no Oriente Médio. Toda a programação Boomerang está disponível em inglês e línguas locais. Foi lançado em 5 de Junho de 2005.

### Cartoonito
Cartoonito é uma marca pré-escolar de propriedade e distribuído pela Turner Broadcasting System Europe, disponível como canais de televisão dedicados no Reino Unido e Itália, e também como um bloco com a marca de conteúdo em Boomerang na Alemanha e na Escandinávia.
A marca é destinada a crianças com idade inferior a 6 anos.
Está presente na Itália e no Reino Unido.